# Mario Bava
Mario Bava (n. 31 iulie 1914, San Remo, Liguria, Italia – d. 25 aprilie 1980, Roma, Italia) a fost un regizor de film italian, scenarist, expert în efecte speciale și director de imagine din epoca de aur a filmelor de groază italiene. A regizat filme giallo, un subgen asemănător filmelor slasher americane.

## Filmografie

### Film

#### Scurtmetraje
- L'orecchio (1946)
- Anfiteatro Flavio (1947)
- Santa notte (1947)
- Leggenda sinfonica (co-regizat alături de Riccardo Melani) (1947)
- Variazioni sinfoniche (1947)
- L'amore nell'arte (1950)
- I vampiri (1957)

#### Lungmetraje
- 1960 Duminica neagră (La maschera del demonio)
- 1961 Lampa lui Aladin (Le meraviglie di Aladino)
- 1961 Ercole al centro della Terra
- Gli invasori (1961)
- La ragazza che sapeva troppo (1963)
- I tre volti della paura (1963)
- La frusta e il corpo (1963)
- Sei donne per l'assassino (1964)
- La strada per Fort Alamo (1964)
- Terrore nello spazio (1965)
- I coltelli del vendicatore (1966)
- Operazione paura (1966)
- Le spie vengono dal semifreddo (1966)
- Diabolik (1968)
- 5 bambole per la luna d'agosto (1969)
- Il rosso segno della follia (1969)
- Roy Colt & Winchester Jack (1970)
- Reazione a catena (1971)
- Gli orrori del castello di Norimberga (1972)
- Quante volte... quella notte (1972)
- Lisa e il diavolo (1972)
- Cani arrabbiati (1974) (lansat pe DVD în 2006)
- La casa dell'esorcismo (versiune refăcută a Lisa e il diavolo, neagreată de regizor) (1975)
- Schock (1977)

#### Colaborări și co-regizor
- Sant'Elena, piccola isola, regizat de Umberto Scarpelli și Renato Simoni (director de imagine) (1943)
- L'avventura di Annabella, regizat de Leo Menardi (director de imagine) (1943)
- Uomini e cieli, regizat de Francesco De Robertis (director de imagine) (1946)
- 1947 Elixirul dragostei (L'elisir d'amore), regizat de Mario Costa (director de imagine)
- La chiesa del Gesù, regizat de Arturo Gemmiti (co-director de imagine) (1947)
- Natale al campo ''119'', regizat de Pietro Francisci (co-director de imagine) (1947)
- Follie per l'opera, regizat de Mario Costa (director de imagine) (1948)
- Antonio di Padova, regizat de Pietro Francisci (director de imagine) (1949)
- 1950 Miss Italia, regizat de Duilio Coletti (director de imagine)
- 1950 Quel bandito sono io, (Her Favorite Husband), regia Mario Soldati (director de imagine)
- 1950 Vita da cani, regia Mario Monicelli și Steno (director de imagine)
- È arrivato il cavaliere!, regizat de Mario Monicelli și Steno (director de imagine) (1950)
- Canzone di primavera, regizat de Mario Costa (director de imagine) (1951)
- 1951 Hoții și vardiștii (Guardie e ladri), regia Mario Monicelli și Steno (director de imagine)
- Amor non ho... però... però, regizat de Giorgio Bianchi (director de imagine) (1951)
- La famiglia Passaguai, regizat de Aldo Fabrizi (director de imagine) (1951)
- La famiglia Passaguai fa fortuna, regizat de Aldo Fabrizi (director de imagine) (1952)
- Papà diventa mamma, regizat de Aldo Fabrizi (director de imagine) (1952)
- Gli eroi della domenica, regizat de Mario Camerini (director de imagine) (1952)
- Perdonami!, regizat de Mario Costa (director de imagine) (1953)
- Il viale della speranza, regizat de Dino Risi (director de imagine) (1953)
- Balocchi e profumi, regizat de F. M. De Bernardi și Natale Montillo (director de imagine) (1953)
- Villa Borghese, regizat de Gianni Franciolini (director de imagine) (1953)
- Cose da pazzi, regizat de Georg Wilhelm Pabst (director de imagine) (1954)
- Terza liceo, regizat de Luciano Emmer (director de imagine) (1954)
- Graziella, regizat de Giorgio Bianchi (director de imagine) (1954)
- Hanno rubato un tram, regizat de Aldo Fabrizi (director de imagine) (1954)
- Buonanotte... avvocato, regizat de Giorgio Bianchi (director de imagine) (1955)
- Le avventure di Giacomo Casanova, regizat de Steno (director de imagine) (1955)
- Non c'è amore più grande, regizat de Giorgio Bianchi (director de imagine) (1955)
- La donna più bella del mondo, regizat de Robert Z. Leonard (director de imagine) (1955)
- Mio figlio Nerone, regizat de Steno (director de imagine) (1956)
- Orlando e i Paladini di Francia, regizat de Pietro Francisci (director de imagine) (1956)
- I vampiri, regizat de Riccardo Freda (regia non accreditata; director de imagine; efecte speciale) (1957)
- Città di notte, regizat de Leopoldo Trieste (director de imagine) (1958)
- Le fatiche di Ercole, regizat de Pietro Francisci (director de imagine; efecte speciale) (1958)
- La morte viene dallo spazio, regizat de Paolo Heusch (director de imagine; efecte speciale) (1958)
- Ercole e la regina di Lidia, regizat de Pietro Francisci (director de imagine; efecte speciale) (1959)
- Agi Murad, il diavolo bianco, regizat de Riccardo Freda (director de imagine) (1959)
- Caltiki, il mostro immortale, regizat de Riccardo Freda (regia n.a.; director de imagine come John Foam; efecte speciale) (1959)
- La battaglia di Maratona, regizat de Bruno Vailati (co-regia; director de imagine; efecte speciale) (1959)
- Ester e il re, regizat de Raoul Walsh (regizor versiunea italiană) (1961)
- Ringo del Nebraska, regizat de Antonio Román (co-regizor) (1966)
- L'Odissea (dramă TV), regizat de Franco Rossi (a regizat episodul Polifemo;  efecte speciale) (1968)
- Inferno, regizat de Dario Argento (effetti ottici) (1980)

### Televiziune
- I futuribili (1970), serial TV
- I giochi del diavolo (ep. La Venere d'Ille) (1979), film TV co-regizat cu Lamberto Bava

### Documentare privind activitatea sa
- Mario Bava maestro of the macabre de Charles Prece și Garry S. Grant (2000)
- Mario Bava - Operazione Paura de Gabriele Acerbo și Roberto Pisoni (2004)
- Mario Bava speaks de Patrick O'Brien (2006)

## Legături externe
- Mario Bava la Internet Movie Database